# DFB-Pokal 2021-2022
La DFB-Pokal 2021-2022 è stata la 79ª edizione della Coppa di Germania. Iniziata il 6 agosto 2021, si è conclusa il 21 maggio 2022 con la prima affermazione nella sua storia del RB Lipsia.

## Calendario
| Turno            | Sorteggio       | Partite                                      |
| ---------------- | --------------- | -------------------------------------------- |
| Primo turno      | 4 luglio 2021   | 6-9 e 25 agosto 2021                         |
| Secondo turno    | 29 agosto 2021  | 26-27 ottobre 2021                           |
| Ottavi di finale | 31 ottobre 2021 | 18-19 gennaio 2022                           |
| Quarti di finale | 30 gennaio 2022 | 1-2 marzo 2022                               |
| Semifinali       | 6 marzo 2022    | 19-20 aprile 2022                            |
| Finale           | 6 marzo 2022    | 21 maggio 2022 all'Olympiastadion di Berlino |

## Squadre partecipanti
La competizione si svolge su sei turni ad eliminazione a gara secca. Sono 64 le squadre qualificate al torneo:
| Bundesliga tutte le squadre dell'edizione 2020-2021 | 2. Bundesliga tutte le squadre dell'edizione 2020-2021 | 3. Liga le prime 4 classificate dell'edizione 2020-2021       | Rappresentanti regionali 24 club vincitori delle coppe organizzate dai 21 comitati regionali della DFB nella stagione 2020-2021, più un club aggiuntivo a testa per i 3 comitati con più squadre qualificate. |
| - Augusta - Hertha Berlino - Union Berlino - Arminia Bielefeld - Werder Brema - Borussia Dortmund (detentore) - Eintracht Francoforte - Friburgo - Hoffenheim - Colonia - RB Lipsia - Bayer Leverkusen - Magonza - Borussia M'gladbach - Bayern Monaco - Schalke 04 - Stoccarda - Wolfsburg | - Erzgebirge Aue - Bochum - Eintracht Braunschweig - Darmstadt - Fortuna Düsseldorf - Greuther Fürth - Amburgo - Hannover 96 - Heidenheim - Karlsruhe - Holstein Kiel - Norimberga - Osnabrück - Paderborn - Jahn Ratisbona - Sandhausen - St. Pauli - Kickers Würzburg | - Dinamo Dresda - Hansa Rostock - Monaco 1860 - Ingolstadt 04 | - Baden settentrionale - Waldhof Mannheim - Baviera - Türkgücü - Bayreuth - Berlino - BFC Dynamo - Brandeburgo - Babelsberg - Brema - Bremer SV - Amburgo - Eintracht Norderstedt - Assia - Wehen Wiesbaden - Meclemburgo-Pomerania Anteriore - Greifswalder - Renania centrale - Viktoria Colonia - Renania meridionale - Wuppertal - Bassa Sassonia - Meppen - Oldenburg - Renania-Palatinato - Rot-Weiß Coblenza - Saarland - Elversberg - Sassonia - Lokomotive Lipsia - Sassonia-Anhalt - Magdeburgo - Schleswig-Holstein - Weiche Flensburgo - Baden meridionale - Villingen - Sud ovest - Kaiserslautern - Turingia - Carl Zeiss Jena - Vestfalia - Sportfreunde Lotte - Preußen Münster - Württemberg - Ulma |

## Primo turno
| Squadra 1              | Risultato       | Squadra 2             |
| ---------------------- | --------------- | --------------------- |
| 6 agosto 2021          |                 |                       |
| Dinamo Dresda          | 2 – 1           | Paderborn             |
| Monaco 1860            | 1 – 1 (5-4 dtr) | Darmstadt             |
| 7 agosto 2021          |                 |                       |
| Lokomotive Lipsia      | 0 – 3           | Bayer Leverkusen      |
| Eintracht Norderstedt  | 0 – 4           | Hannover 96           |
| Greifswalder           | 2 – 4           | Augusta               |
| Weiche Flensburgo      | 2 – 4 (dts)     | Holstein Kiel         |
| Sandhausen             | 0 – 4           | RB Lipsia             |
| Bayreuth               | 3 – 6           | Arminia Bielefeld     |
| BFC Dynamo             | 0 – 6           | Stoccarda             |
| Osnabrück              | 2 – 0           | Werder Brema          |
| Wuppertal              | 1 – 2 (dts)     | Bochum                |
| Magdeburgo             | 2 – 3           | St. Pauli             |
| Ulma                   | 0 – 1           | Norimberga            |
| Babelsberg             | 2 – 2 (5-4 dtr) | Greuther Fürth        |
| Wehen Wiesbaden        | 0 – 3           | Borussia Dortmund     |
| 8 agosto 2021          |                 |                       |
| Villingen              | 1 – 4           | Schalke 04            |
| Carl Zeiss Jena        | 1 – 1 (2-4 dtr) | Colonia               |
| Preußen Münster        | 2 – 0           | Wolfsburg             |
| Elversberg             | 2 – 2 (7-8 dtr) | Magonza               |
| Meppen                 | 0 – 1           | Hertha Berlino        |
| Waldhof Mannheim       | 2 – 0           | Eintracht Francoforte |
| Rot-Weiß Coblenza      | 0 – 3           | Jahn Ratisbona        |
| Oldenburg              | 0 – 5           | Fortuna Düsseldorf    |
| Türkgücü               | 0 – 1           | Union Berlino         |
| Eintracht Braunschweig | 1 – 2           | Amburgo               |
| Hansa Rostock          | 3 – 2 (dts)     | Heidenheim            |
| Kickers Würzburg       | 0 – 1           | Friburgo              |
| 9 agosto 2021          |                 |                       |
| Ingolstadt 04          | 2 – 1           | Erzgebirge Aue        |
| Viktoria Colonia       | 2 – 3 (dts)     | Hoffenheim            |
| Sportfreunde Lotte     | 1 – 4           | Karlsruhe             |
| Kaiserslautern         | 0 – 1           | Borussia M'gladbach   |
| 25 agosto 2021         |                 |                       |
| Bremer SV              | 0 – 12          | Bayern Monaco         |

## Secondo turno
| Squadra 1           | Risultato       | Squadra 2          |
| ------------------- | --------------- | ------------------ |
| 26 ottobre 2021     |                 |                    |
| Babelsberg          | 0 – 1           | RB Lipsia          |
| Hoffenheim          | 5 – 1           | Holstein Kiel      |
| Monaco 1860         | 1 – 0           | Schalke 04         |
| Preußen Münster     | 1 – 3           | Hertha Berlino     |
| Borussia Dortmund   | 2 – 0           | Ingolstadt 04      |
| Magonza             | 3 – 2 (dts)     | Arminia Bielefeld  |
| Norimberga          | 1 – 1 (3-5 dtr) | Amburgo            |
| Osnabrück           | 2 – 2 (4-5 dtr) | Friburgo           |
| 27 ottobre 2021     |                 |                    |
| Bochum              | 2 – 2 (5-4 dtr) | Augusta            |
| Dinamo Dresda       | 2 – 3 (dts)     | St. Pauli          |
| Bayer Leverkusen    | 1 – 2           | Karlsruhe          |
| Waldhof Mannheim    | 1 – 3 (dts)     | Union Berlino      |
| Hannover 96         | 3 – 0           | Fortuna Düsseldorf |
| Borussia M'gladbach | 5 – 0           | Bayern Monaco      |
| Jahn Ratisbona      | 3 – 3 (2-4 dtr) | Hansa Rostock      |
| Stoccarda           | 0 – 2           | Colonia            |

## Ottavi di finale
| Squadra 1       | Risultato       | Squadra 2           |
| --------------- | --------------- | ------------------- |
| 18 gennaio 2022 |                 |                     |
| Colonia         | 1 – 1 (3-4 dtr) | Amburgo             |
| Monaco 1860     | 0 – 1           | Karlsruhe           |
| Bochum          | 3 – 1           | Magonza             |
| St. Pauli       | 2 – 1           | Borussia Dortmund   |
| 19 gennaio 2022 |                 |                     |
| Hannover 96     | 3 – 0           | Borussia M'gladbach |
| RB Lipsia       | 2 – 0           | Hansa Rostock       |
| Hertha Berlino  | 2 – 3           | Union Berlino       |
| Hoffenheim      | 1 – 4           | Friburgo            |

## Quarti di finale
| Squadra 1     | Risultato       | Squadra 2 |
| ------------- | --------------- | --------- |
| 1º marzo 2022 |                 |           |
| Union Berlino | 2 – 1           | St. Pauli |
| 2 marzo 2022  |                 |           |
| Amburgo       | 2 – 2 (3-2 dtr) | Karlsruhe |
| Hannover 96   | 0 – 4           | RB Lipsia |
| Bochum        | 1 – 2 (dts)     | Friburgo  |

## Semifinali
| Squadra 1      | Risultato | Squadra 2     |
| -------------- | --------- | ------------- |
| 19 aprile 2022 |           |               |
| Amburgo        | 1 – 3     | Friburgo      |
| 20 aprile 2022 |           |               |
| RB Lipsia      | 2 – 1     | Union Berlino |

## Finale
| Arbitro: | Sascha Stegemann (Niederkassel) |

|                                            |                      |                            |
| Eggestein 19’                              | Marcatori            | 76’ Nkunku                 |
| Petersen Günter K. Schlotterbeck Demirović | Tiri di rigore 2 – 4 | Nkunku Orban Olmo Henrichs |

## Statistiche
- Miglior attacco: RB Lipsia (14)
- Partita con più reti: Bremer SV - Bayern Monaco 0-12 (12)
- Partita con maggiore scarto di reti: Bremer SV - Bayern Monaco 0-12 (12)